# Harrisonburg (Virginia)
Harrisonburg ist eine US-amerikanische kreisfreie Stadt im Bundesstaat Virginia und Sitz der Countyverwaltung (County Seat) von Rockingham County. Das U.S. Census Bureau hat bei der Volkszählung 2020 eine Einwohnerzahl von 51.814 ermittelt. Der Ort liegt im Shenandoahtal.

## Geographie
Nach Angaben des United States Census Bureau hat die Stadt hat eine Fläche von 45,1 km² (17,4 mi²); davon sind 44,8 km² (17,3 mi²) Land und 0,3 km² (0,1 mi² / 0,3 %) Wasser. Harrisonburg ist komplett vom Rockingham County umgeben. Die Stadt ist das Einzugsgebiet von sechs Wasserscheiden, von denen Blacks Run die Hauptwasserscheide mit 8,67 Meilen (13,95 km) Strom und über 9.000 Acres (ca. 3.642 Hektar) Entwässerungsgebiet ist. Die Stadt entwässert in die Chesapeake Bay Watershed. Im Allgemeinen ist das Gebiet ein hügeliges Hochland mit lokalem Relief zwischen 100 und 300 Fuß (ca. 30,5 bis 91,5 Meter).

## Geschichte

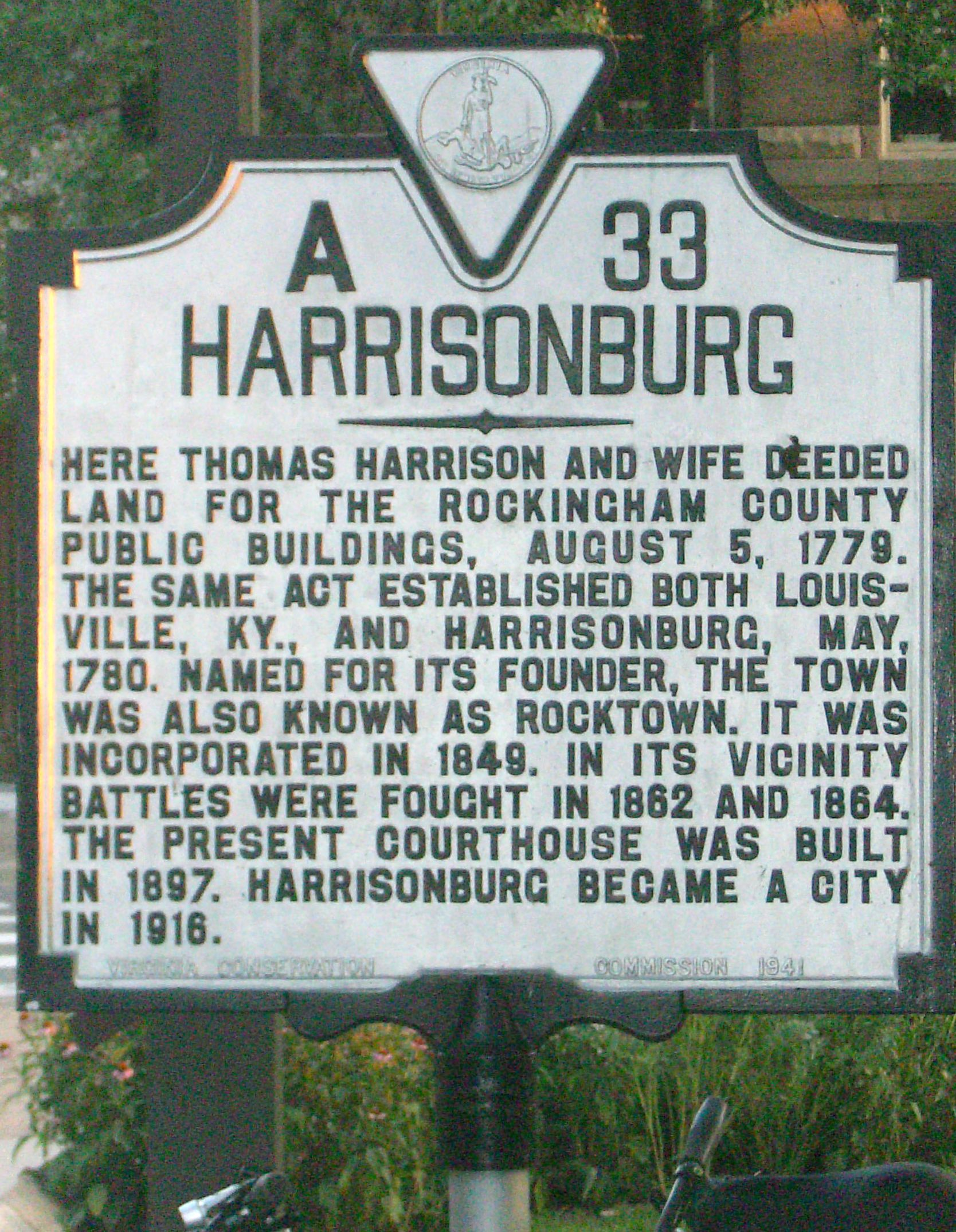
Harrisonburg ist benannt nach Thomas Harrison (1704–1785), einem frühen Siedler.

Die früheste Erkundung des Gebiets vor der Siedlung war die Knights of the Golden Horseshoe Expedition. Diese wurde von Lt. Gov. Alexander Spotswood geleitet, welcher bis Elkton (Virginia) gelangte und deren Ranger weiterzogen und in 1716 wahrscheinlich durch das Gebiet des heutigen Harrisonburgs kamen.
Die Stadt war vorher als „Rocktown“ bekannt und wurde nach Thomas Harrison benannt, einem Sohn englischer Siedler. Harrison wurde 1737 Harrison im Shenandoahtal sesshaft und beanspruchte ein Gebiet von über 12.000 Acres (ca. 4.900 Hektar), gelegen an der Kreuzung von Spotswood Trail und dem Hauptweg der amerikanischen Ureinwohner durch das Tal.
1779 übertrug Harrison 2,5 Acres (1,0 ha) des Landes an das „öffentliche Wohl“ für die Errichtung eines Gerichtshauses; 1780 wurden weitere 50 Acres (20 ha) übertragen. Diese Gebiet wird heute als „Historic Downtown Harrisonburg“ bezeichnet.
1849 wurde die Stadt zur Führung durch ein Mayor Council Government berechtigt, obwohl die Stadt erst 1916 als City eingemeindet wurde. Heutzutage wird die Stadt durch ein Council Manager Government geführt.
Am 6. Juni 1862 fand während des Sezessionskriegs ein Scharmützel bei Good's Farm nahe Harrisonburg zwischen den Streitkräften der Union und der Konföderation statt; hierbei wurde der Confederate States Army Brigadier Turner Ashby getötet.

### Newtown
Als die Sklaverei 1865 abgeschafft wurde, gründeten ehemalige Sklaven im Shenandoahtal den Ort Newtown. Zu dieser Zeit wurde auch der heutige Ort Stephens City im Frederick County als Newtown bezeichnet. Ersterer wurde vermutlich um 1892 von der kreisfreien Stadt Harrisonburg eingemeindet. Heutzutage liegt der alte Ort Newtown im Nordosten der Stadt und wird als „Downtown Harrisonburg“ bezeichnet.

### Einwohnerentwicklung
| Jahr | Einwohner 1 |
| ---- | ----------- |
| 1980 | 19.671      |
| 1990 | 30.707      |
| 2000 | 40.468      |
| 2010 | 48.907      |
| 2020 | 51.814      |

## Politik
Die Stadt wird durch ein Council Manager Government verwaltet.
City Manager (ohne Parteiamt): Ande Banks
Bürgermeister: Deanna R. Reed (Demokratisch)
stellvertretender Bürgermeister: Sal Romero (Demokratisch)
| City Manager                       | City Manager               | Bürgermeister                  | Bürgermeister         | Bürgermeister | stellv. Bürgermeister          | stellv. Bürgermeister | stellv. Bürgermeister |
| Amtszeit                           | Name                       | Amtszeit                       | Name                  | Partei        | Amtszeit                       | Name                  | Partei                |
| ---------------------------------- | -------------------------- | ------------------------------ | --------------------- | ------------- | ------------------------------ | --------------------- | --------------------- |
| 1997– September 2000               | Steven E. Stewart          | Juli 1998– Juni 2000           | Rodney L. Eagle       | I             | Juli 1998– Juni 2000           | Hugh. J. Lantz        | R                     |
| 1997– September 2000               | Steven E. Stewart          | Juli 2000– Juni 2002           | Carolyn W. Frank      | I             | Juli 2000– Juni 2002           | Dorn W. Peterson      |                       |
| September 2000– Juni 2004          | Roger Baker                | Juli 2000– Juni 2002           | Carolyn W. Frank      | I             | Juli 2000– Juni 2002           | Dorn W. Peterson      |                       |
| September 2000– Juni 2004          | Roger Baker                | Juli 2002– Juni 2004           | Joseph Gus Fitzgerald | D             | Juli 2002– Juni 2004           | Larry M. Rogers       | D                     |
| Juli 2004– Juni 2007               | Roger Baker                | Juli 2004– Juni 2006           | Larry M. Rogers       | D             | Juli 2004– Juni 2006           | Rodney L. Eagle       | I                     |
| Juli 2004– Juni 2007               | Roger Baker                | Juli 2006– Dezember 2008       | Rodney L. Eagle       | I             | Juli 2006– Dezember 2008       | George W. Pace        |                       |
| Juli 2007– Dezember 2010           | Kurt D. Hodgen             | Juli 2006– Dezember 2008       | Rodney L. Eagle       | I             | Juli 2006– Dezember 2008       | George W. Pace        |                       |
| Juli 2007– Dezember 2010           | Kurt D. Hodgen             | Jan 2009– Dec 2010             | Kai Degner            | D             | Januar 2009– Dezember 2010     | Richard A. Baugh      | D                     |
| Januar 2011– 31. Oktober 2017      | Kurt D. Hodgen             | Januar 2011– 2012              | Richard A. Baugh      | D             | Januar 2011– 2012              | Ted Byrd              | R                     |
| Januar 2011– 31. Oktober 2017      | Kurt D. Hodgen             | Januar 2013– Dezember 2014     | Ted Byrd              | Rep.          | Januar 2013– Dezember 2014     | Charles R. Chenault   | Ind.                  |
| Januar 2011– 31. Oktober 2017      | Kurt D. Hodgen             | Januar 2015– Dezember 2016     | Christopher B. Jones  | D             | Januar 2015– Dezember 2016     | Richard Baugh         | D                     |
| Januar 2011– 31. Oktober 2017      | Kurt D. Hodgen             | 3. Januar 2017– 1. Januar 2019 | Deanna Renee Reed     | Dem.          | 3. Januar 2017– 1. Januar 2019 | Richard Baugh         | D                     |
| 1. November 2017– 15. Januar 2018  | Ande Banks (kommissarisch) | 3. Januar 2017– 1. Januar 2019 | Deanna Renee Reed     | Dem.          | 3. Januar 2017– 1. Januar 2019 | Richard Baugh         | D                     |
| 16. Januar 2018– 31. Dezember 2021 | Eric Campbell              | 3. Januar 2017– 1. Januar 2019 | Deanna Renee Reed     | Dem.          | 3. Januar 2017– 1. Januar 2019 | Richard Baugh         | D                     |
| 16. Januar 2018– 31. Dezember 2021 | Eric Campbell              | 2. Januar 2019– 3. Januar 2021 | Deanna Renee Reed     | Dem.          | 2. Januar 2019– 3. Januar 2021 | Sal Romero            | Dem.                  |
| 16. Januar 2018– 31. Dezember 2021 | Eric Campbell              | 4. Januar 2021– heute          | Deanna Renee Reed     | Dem.          | 4. Januar 2021– heute          | Sal Romero            | Dem.                  |
| 1. Januar 2022– heute              | Ande Banks (kommissarisch) | 4. Januar 2021– heute          | Deanna Renee Reed     | Dem.          | 4. Januar 2021– heute          | Sal Romero            | Dem.                  |

Weitere Mitglieder des City Council: Laura Dent (Demokratisch), Christopher B. Jones (Demokratisch), George Hirschmann (unabhängig)
Tony Wilt (Republikanisch) ist der Abgeordneter der Stadt Harrisonburg und des Rockingham County im Parlament von Virginia.

## Bildung
Unter der Verwaltung der Harrisonburg Public City Schools (HPCS) besitzt die Stadt sechs Grundschulen, zwei Middle Schools (Thomas Harrison Middle School, Skyline Middle School) und eine High School (Harrisonburg High School). Neben Englisch sind die am meisten gesprochenen Sprachen der Schüler Spanisch, Arabisch und Kurdisch. Über ein drittel der HPCS-Schüler lernen hierbei Englisch als Zweitsprache (ESL).
Die Stadt ist der Sitz von zwei Universitäten: Die James Madison University (JMU) mit ungefähr 20.000 eingeschriebenen Studenten; sowie die Eastern Mennonite University (EMU), eine Universität der Liberal Arts. Obwohl die Stadt keine historische Verbindungen zum Präsident James Madison besitzt wurde die JMU 1938 ihm zu Ehren in Madison College benannt und wiederum 1977 in James Madison University umbenannt. Ihre Existenz verdankt die EMU der großen mennonitischen Bevölkerung im Shenandoahtal, in das viele pennsylvaniadeutsche Siedler in der Mitte des 18. Jahrhunderts zogen, auf der Suche nach reichem, unbesiedelten Ackerland.
Das Unternehmen für Sprachlernsoftware Rosetta Stone wurde 1992 in Harrisonburg gegründet.

## Persönlichkeiten

### Söhne und Töchter der Stadt
- James H. Cravens (1802–1876), Politiker
- John Paul (1839–1901), Jurist und Politiker
- Samuel B. Avis (1872–1924), Politiker
- Jacob A. Garber (1879–1953), Politiker
- John Paul II (1883–1964), Jurist und Politiker
- Henry G. Blosser (1928–2013), Physiker
- John H. Gibbons (1929–2015), Physiker
- Eugene Sensenig-Dabbous (* 1956), österreichisch-US-amerikanischer Historiker und Politikwissenschaftler
- Ralph Sampson (* 1960), Basketballspieler
- Dell Curry (* 1964), Basketballspieler
- Dan Forest (* 1967), Politiker
- Maggie Stiefvater (* 1981), Schriftstellerin

### Persönlichkeiten, die in Harrisonburg gewirkt haben
- Turner Ashby (1828–1862), Oberst des Konföderierten Heeres, wurde während eines Scharmützels zwischen der Union und der Konföderierten Staaten in Good's Farm bei Harrisonburg getötet

## Bilder

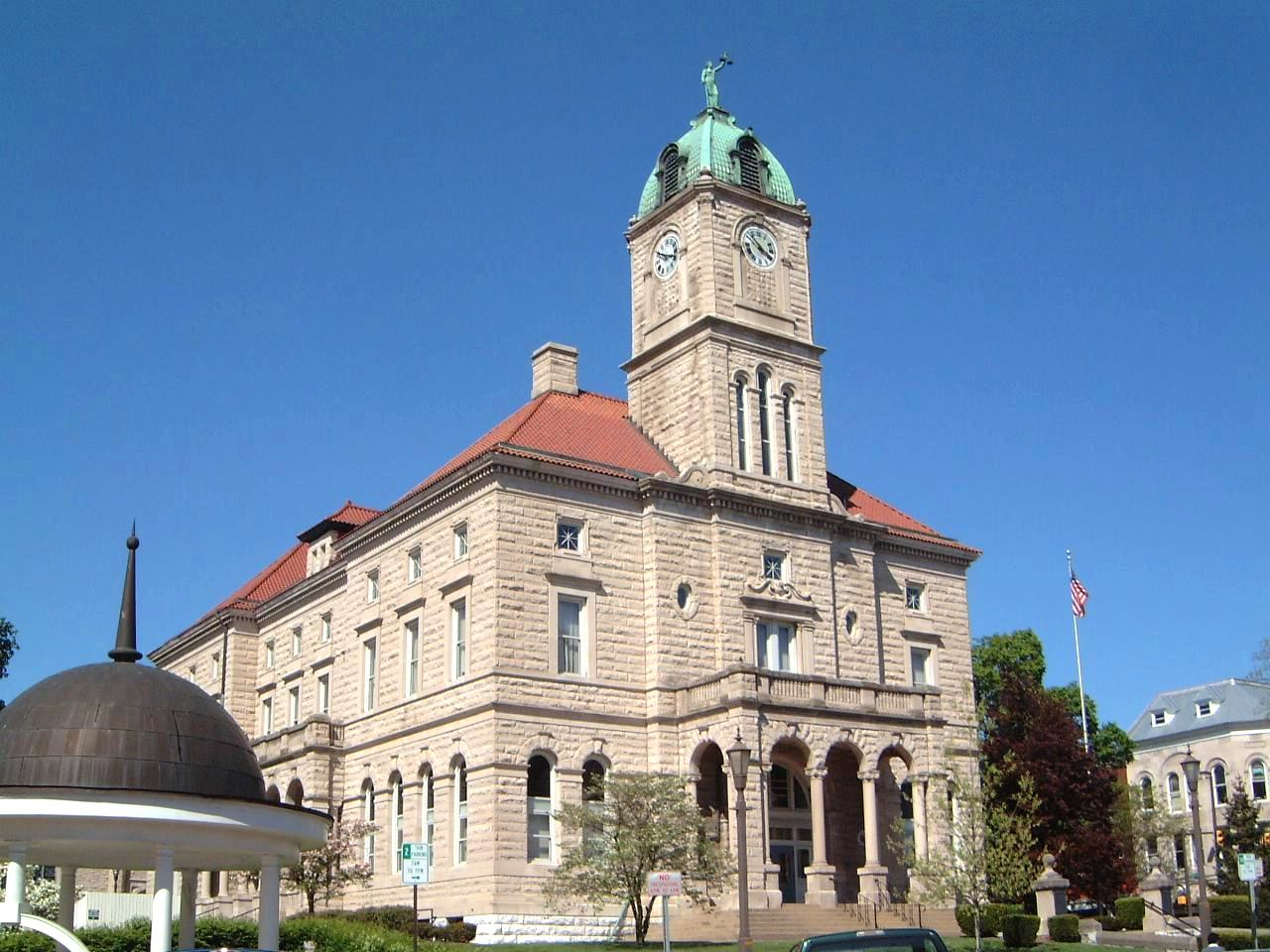
Rockingham County Courthouse, Court Square, Harrisonburg
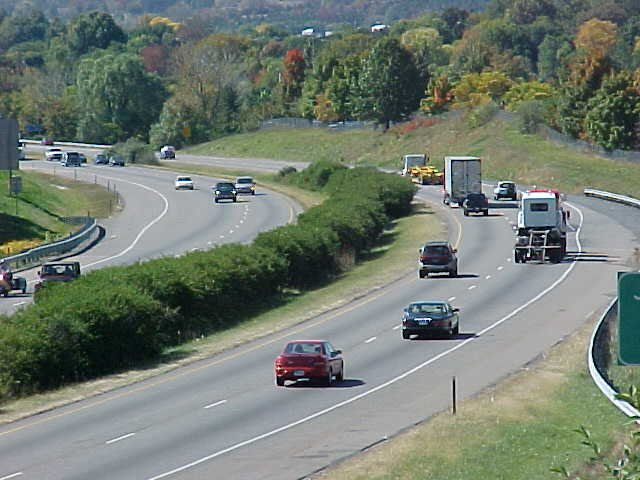
Interstate 81 von der James Madison University Bridge in Harrisonburg aus gesehen
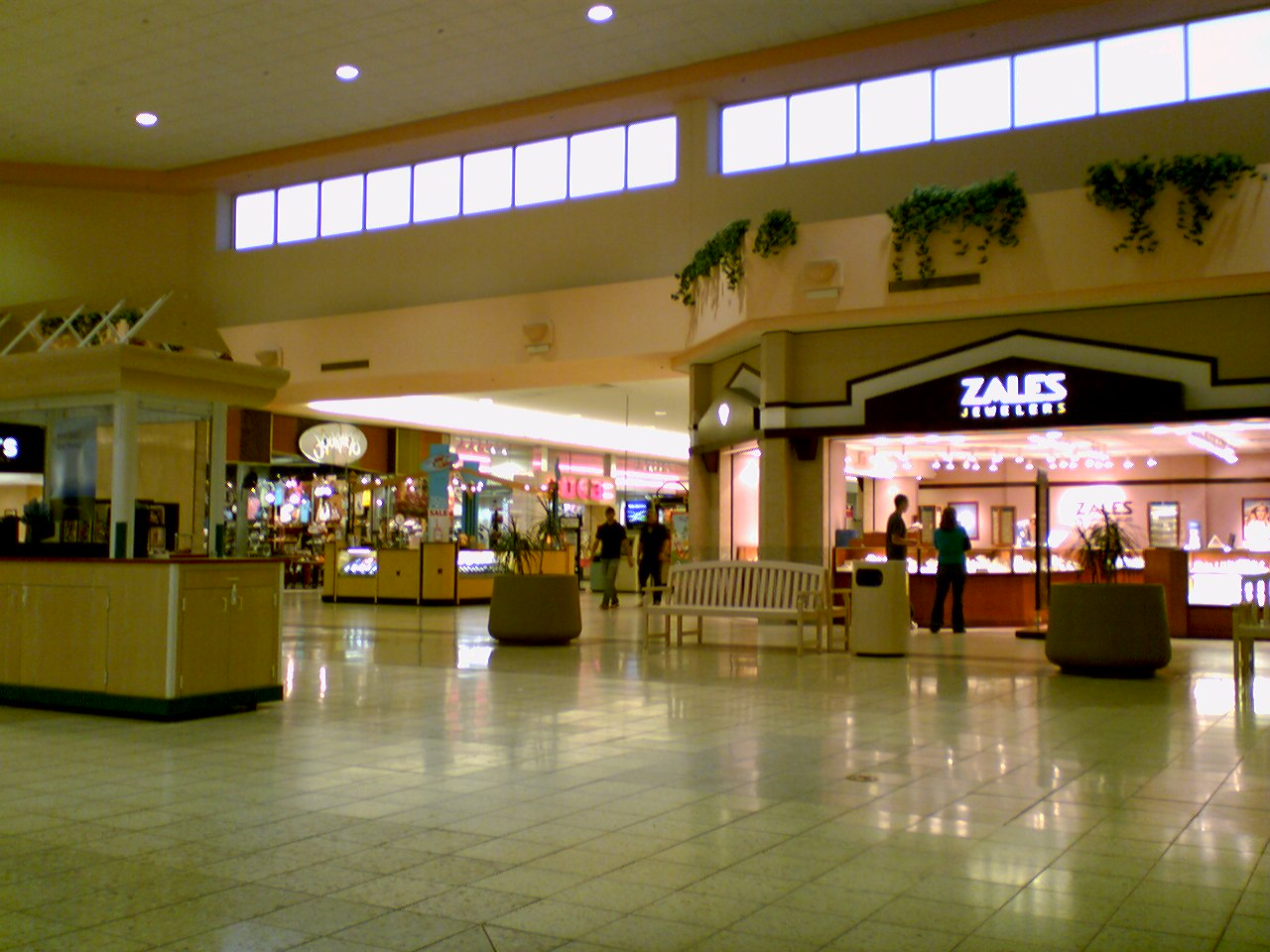
Valley Mall, Harrisonburg